# Park Narodowy Oiseaux du Djoudj
Park Narodowy Oiseaux du Djoudj (fr. Parc national des Oiseaux du Djoudj) – park narodowy w północno-zachodnim Senegalu, usytuowany w zakolu rzeki Senegal, niedaleko granicy z Mauretanią, założony w 1971 roku. Od 1981 roku wpisany jest na listę światowego dziedzictwa UNESCO.
Obejmujący około 16 000 ha park jest jednym z najdalej na północ wysuniętych obszarów Afryki subsaharyjskiej ze stałymi (utrzymującymi się przez cały rok) zbiornikami wodnymi. Sprawia to, że zatrzymują się tu liczne stada ptaków migrujących z Europy przez Saharę. Park jest najważniejszym miejscem zimowania zagrożonego w Europie gatunku – wodniczki, dlatego ochrona tych terenów ma kluczowe znaczenie dla przetrwania tego gatunku w Europie.
Teren parku jest w przeważającej części podmokły, z licznymi bagnami, jeziorami i stawami, obejmuje też odcinek rzeki Senegal oraz przyległe tereny sawannowe. Do najliczniej występujących tu miejscowych ptaków zaliczają się kormorany, pelikany, flamingi. Żyją tu też większe zwierzęta, takie jak guźce, hieny i gazele.